# Claudia Patricia Massolo
Claudia Patricia Massolo (Buenos Aires, 14 de junio de 1950 - 30 de junio de 1993) fue una física argentina.

## Biografía
Se especializó en Física Nuclear. Fue investigadora del Consejo Nacional de Investigaciones Científicas y Técnicas  (CONICET) en La Plata y docente del Departamento de Física de la Facultad de Ciencias Exactas de la Universidad Nacional de La Plata. A lo largo de su carrera realizó contribuciones disciplinares pero también se destacó por su compromiso con el medio ambiente y la salud, con los derechos humanos y con la docencia.
Realizó investigaciones en el Institut de Physique Nucléaire de Orsay, Francia, país donde residió y con el cual mantuvo una intensa colaboración.
Su compañero de vida fue el físico platense Fidel Schaposnik. Sus hijos Laura y Fidel también se dedican a la ciencia.

## Formación académica
- 1967 - Maestra Normal Nacional, St. Marcs College, Buenos Aires, Argentina
- 1974 - Licenciatura en Física, Universidad Nacional de La Plata, Argentina.
- 1977 - Doctorado en Física, Universidad Nacional de La Plata, Argentina.

## Compromiso con el medio ambiente
Patricia Massolo tuvo varias participaciones en la determinación de contaminación radiactiva en el ambiente y alimentos. Respecto de este compromiso que asumía al poner sus saberes en función de aportes concretos a la sociedad, decía "es indispensable que la comunidad sepa que este es uno de los roles fundamentales de la Universidad"

### Residuos radiactivos en una cantera en La Plata
Junto a su colega Judith Desimoni participaron de la identificación de componentes radioactivas en residuos de origen industrial que fueron encontrados en el año 1989 por vecinos en una cantera cercana al Aeropuerto de la ciudad de La Plata. Realizaron un informe técnico al respecto y su trabajo fue comentado en un artículo de C. O. Tomassi, el funcionario a cargo del hallazgo, en la revista Ciencia Hoy (1990).

### El caso de la leche contaminada
En marzo de 1992 Greenpeace contactó a Patricia Massolo y le hizo llegar muestras de leche en polvo marca Jorgiano que el Estado había comprado a proveedores afines al gobierno, con destino a ser entregada a niños y embarazadas en planes sociales. Esta leche presentaba características macroscópicas que evidenciaban que no estaba en buen estado. Se sospechaba que podría ser mezcla de leches adquiridas por los empresarios a muy bajo precio a países afectados por desechos de la explosión de Chernobyl.  Con ayuda de colegas, Patricia Massolo obtuvo espectros de radiación gamma de las diferentes muestras de leche y pudo determinar que en la leche Cotar no se detectó la presencia de cesio radioactivo, pero en la leche Jorgiano se detectó presencia de Cesio-137 y Cesio-134 en proporciones tales que coincidían con la que debía esperarse si se hubieran producido en la Central de Chernobyl en una fecha coincidente con la explosión. Para poder afirmar esto Massolo utilizó el coeficiente de abundancia relativa de los isótopos de Cesio en muestras de leche recogidas en Holanda poco después del accidente de Chernobyl y le aplicó un factor de corrección que contempla la diferente vida media de los isótopos. Por otro lado, la menor concentración del isótopo Potasio 40 en la leche Jorgiano respecto a los valores esperables para Argentina sugería que podría tratarse de una mezcla entre leche argentina y leche importada de países afectados. Las serias implicancias de las conclusiones que arrojaban estos estudios, realizados entre junio y octubre de 1992, motivaron a que Massolo pidiera ayuda a sus colegas europeos para una verificación de los resultados. De este modo, llevó muestras de leche a Holanda, al Kernfysisch Versneller Instituut de la Universidad de Groninger, donde las conclusiones fueron confirmadas poco después. A raíz de este caso, se presentó en la Cámara de Senadores de la Provincia de Buenos Aires un proyecto para controles de contaminantes y substancias radioactivas que incluía explícitamente a la Universidad Nacional de La Plata como ente de control. Además de tener sustancias radiactivas la leche estaba contaminada también con la bacteria Escherichia coli. La grave situación tomó amplio estado público como uno de los mayores casos de corrupción de Argentina. Los dueños de la empresa proveedora de la leche, Miguel Ángel Vicco y Carlos Spadone, fueron secretarios privados de Carlos Saúl Menem, el entonces presidente. Luego de idas y vueltas legales, Vicco y Spadone fueron sobreseídos y la causa fue cerrada en 2005, al considerarla proscrita por cuestiones técnicas.

## Derechos Humanos
Presentó junto a su compañero en 1986 una solicitud a la Universidad Nacional de La Plata, avalada por más de 100 docentes, estudiantes e investigadores del Departamento de Física de la Facultad de Ciencias Exactas para realizar un homenaje a las víctimas que había generado en la comunidad académica la dictadura cívico-militar  de 1976. Esta iniciativa, que se considera pionera en la UNLP, se concretó con la colocación de una placa en el acceso al edificio del Departamento de Física con el texto:
“Son varios los miembros de este Departamento que han sufrido persecución, tortura y muerte. Jorge Bonafini, Federico Ludden y María de los Milagros Baleriani aún permanecen desaparecidos. Esta placa representa nuestro reclamo permanente a su aparición con vida y el compromiso indestructible de exigir justicia e impedir que se repita lo sucedido”.

## Docencia
Patricia Massolo desempeñó sus tareas como docente en el Departamento de Física de la Facultad de Ciencias Exactas de la UNLP. Durante los años en que ejerció la docencia ocurrió la transición entre el viejo plan de estudios y el nuevo diseño del año 1989, de modo que se crearon nuevas asignaturas, como Experimentos Cuánticos I y II y se modificaron algunas metodologías de trabajo. En ese contexto Patricia fue partícipe de varias experiencias innovadoras, en algunas junto a su compañero. La publicación de los pequeños trabajos de investigación que hacían los jóvenes estudiantes de la Licenciatura en Física para graduarse (Tesinas o Trabajos de Diploma) fue un aspecto en el que también fue pionera en el Departamento, dirigiendo a tres de ellos. También tuvo a su cargo la formación de tesistas de doctorado: los físicos Mario Rentería, quien presentó su tesis en el año 1992,  Félix Requejo y Jorge Shitu, cuya dirección no llegó a completar debido a su enfermedad. Patricia animaba fuertemente a sus tesistas a viajar a otros países como parte de su formación como científicos, aún en temas que no fueran estrictamente los de su plan de trabajo.

## Premios y reconocimientos
Falleció a la edad de 43 años de un cáncer de estómago. Sus colegas escribieron una sentida dedicatoria en la revista Nuclear Physics A
En el año 2003 se realizó una muestra sobre su vida y obra en el Museo del Departamento de Física de la Facultad de Ciencias Exactas de la Universidad Nacional de La Plata.

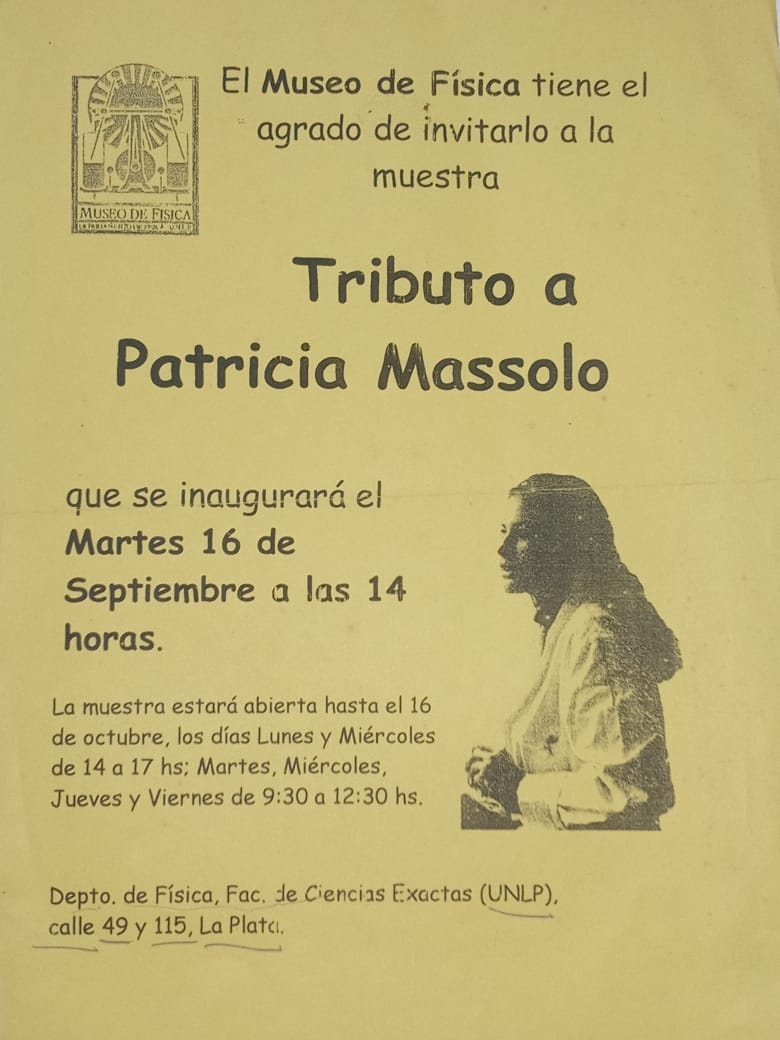
Afiche del Museo de Física por el Homenaje a Patricia Massolo. Año 2003. Departamento de Física, Facultad de Ciencias Exactas, Universidad Nacional de La Plata, Argentina

Al caso de la leche contaminada se refirió el periodista Horacio Verbitsky en unas palabras que escribió para dicho Homenaje:
"Me impresiona advertir cuántos años han pasado. Recordé los hechos en septiembre de 2002, cuando un juez que jugaba al tenis con Menem cerró la causa y absolvió a los últimos procesados en la causa que se inició con las notas de Página/12. Por si alguien aún no lo supiera, el juez Ballestero recordó en su sentencia que ninguno de los procesados había pasado un solo día privado de su libertad, ni el secretario presidencial Miguel Angel Vicco, ni los hermanos Carlos y Lorenzo Spadone, ni los menos conocidos responsables de la venta al estado para los planes de asistencia a los pobres más pobres de leche contaminada con bacterias y sustancias radiactivas, tal vez provenientes de Chernobyl. El inicuo fallo consigna que la causa no puso avanzar porque el Ministerio de Salud, que los mismos delincuentes controlaban, celebró un acuerdo con las empresas proveedoras y desistió de la acción. Ahora que nuestro maltratado país intenta revalorizar lo público, recordamos la actitud de Claudia Patricia Massolo. Ella expresa a quienes en aquellos años sórdidos no se apartaron de los principios éticos más elementales y pusieron su saber al servicio de la sociedad. Ya que no cárcel, vergüenza eterna para quienes son su contracara y usaron sus cargos en beneficio personal con desprecio absoluto por la suerte de los demás, incluyendo la salud y la vida de los más indefensos. Horacio Verbitsky"
En 2022 se escribió un artículo sobre Massolo, que fue difundido en diversos medios electrónicos.
También recordada la vida de Massolo un podcast documental sobre mujeres relevantes de la Facultad de Ciencias Exactas de la Universidad Nacional de La Plata.
En 2023, el libro de cátedra "Radioactividad, medioambiente y espectroscopía gamma: De la teoría al laboratorio",  editado por EDULP, reconoce a Patricia Massolo, Guillermo, Bibiloni, María Cristina Caracoche y Judith Desimoni como impulsores de a la línea de investigación, docencia y extensión del Departamento de Física de la Facultad de Ciencias Exactas de la UNLP abocada al estudio de la radioactividad en el ambiente.